# Chiesa di Santo Stefano (Bodio)
La chiesa di Santo Stefano protomartire è un edificio religioso che fonde elementi dell'architettura neoromanica e di quella neobarocca e che si trova a Bodio.

## Storia
La prima menzione dell'edificio risale al 1227. La chiesa, tuttavia, fu distrutta da una frana nel Quattrocento e nel secolo successivo fu ricostruita. L'edificio subì un ulteriore ampliamento nel XVIII secolo: in quel periodo, nel 1776, fu realizzato il campanile. Il corpo dell'edificio, tuttavia, fu profondamente modificato fra il 1856 e il 1857,
quando assunse l'aspetto attuale.

## Descrizione

### Organo a canne
L'organo a canne della chiesa è stato costruito nel 1968 da Georges Schamberger per una casa privata ed acquistato nel 1983 dalla parrocchia. Lo strumento, a trasmissione integralmente meccanica, ha un'unica tastiera di 56 note ed una pedaliera di 30 priva di registri propri e costantemente unita al manuale.